# Māzūposhteh
Māzūposhteh (persiska: مازوپُشتِه) är en ort i Iran.   Den ligger i provinsen Mazandaran, i den norra delen av landet, 100 km norr om huvudstaden Teheran. Māzūposhteh ligger 135 meter över havet och antalet invånare är 993.
Terrängen runt Māzūposhteh är varierad. Runt Māzūposhteh är det ganska tätbefolkat, med 80 invånare per kvadratkilometer. Närmaste större samhälle är Chālūs, 3,0 km nordost om Māzūposhteh. I omgivningarna runt Māzūposhteh växer i huvudsak blandskog.